# Massacre dels Llatins
La Massacre dels Llatins (grec: Σφαγὴ τῶν Λατίνων, Sfagí ton Latínon; italià: Massacro dei Latini) fou una massacre dels habitants catòlics (dits «llatins») de Constantinoble, la capital de l'Imperi Romà d'Orient, l'abril del 1182. Després de la mort de Manuel I Comnè el setembre del 1180, essent el seu fill i successor Aleix II Comnè menor d'edat, el poder havia quedat en mans d'una regència encapçalada per l'emperadriu mare, Maria d'Antioquia. Les tendències occidentalitzants de Maria, juntament amb el tracte de favor que dispensava als mercaders llatins i els escàndols que havia protagonitzat amb el seu amant, havien alimentat el ressentiment de la població constantinopolitana envers els venecians, els genovesos i altres llatins. El 1182, el cop d'estat reeixit d'un dels cosins de Manuel, Andrònic Comnè, fou el detonant perquè totes les tensions i tota la xenofòbia acumulades durant aquest temps es desfermessin en una espirall de violència desmesurada. La turba calà foc a les cases, els hospitals i les esglésies dels llatins. Gairebé tots els habitants catòlics de la ciutat perderen la vida en aquest tumult, incloent-hi les dones, els infants, els ancians i fins i tot els convalescents. El legat papal fou decapitat i el seu cap fou arrossegat pels carrers lligat a la cua d'un gos.
| «                        | [Els amotinats] passaren dones i nens a l'espasa. Ara bé, el més espantós fou veure com esventraven dones embarassades amb l'espasa. | » |
| — Eustaci de Tessalònica | |   |

La massacre contribuí al clima de desconfiança mútua que dues dècades més tard desembocaria en el saqueig de Constantinoble durant la Quarta Croada.